# Équipe du Japon masculine de volley-ball
Cet article traite de l'équipe masculine. Pour l'équipe féminine, voir Équipe du Japon féminine de volley-ball.
L'équipe du Japon de volley-ball est composée des meilleurs joueurs japonais sélectionnés par la Fédération japonaise de volleyball (JVA). Elle est classée au 9e rang de la Fédération internationale de volleyball au 26 juillet 2022.

## Sélection actuelle
Joueurs sélectionnés pour la Ligue des nations 2025:
| No                          | Nom                         | Date de naissance           | Taille | Poids | Poste                        | Club                         |
| --------------------------- | --------------------------- | --------------------------- | ------ | ----- | ---------------------------- | ---------------------------- |
| 4                           | Kento Miyaura               | 22 février 1999             | 190    | 87    | Attaquant                    | Osaka Blazers Sakai          |
| 5                           | Tatsunori Otsuka            | 5 novembre 2000             | 195    | 87    | Réceptionneur-attaquant      | Powervolley Milan            |
| 9                           | Masaki Oya                  | 23 avril 1995               | 178    | 78    | Passeur                      | Osaka Blazers Sakai          |
| 11                          | Shoma Tomita                | 20 juin 1997                | 190    | 80    | Réceptionneur-attaquant      | Osaka Bluteon                |
| 13                          | Tomohiro Ogawa              | 4 juillet 1996              | 176    | 66    | Libero                       | Suntory Sunbirds Osaka       |
| 15                          | Masato Kai                  | 25 septembre 2003           | 200    | 79    | Réceptionneur-attaquant      | Osaka Bluteon                |
| 16                          | Go Murayama                 | 30 juillet 1998             | 192    | 82    | Central                      | Tokyo Great Bears            |
| 18                          | Hiroto Nishiyama            | 4 mars 2003                 | 193    | 77    | Attaquant                    | Osaka Bluteon                |
| 21                          | Motoki Eiro                 | 8 juin 1996                 | 192    | 80    | Passeur                      | Hiroshima Thunders           |
| 22                          | Soshi Fujinaka              | 2 décembre 1999             | 177    | 64    | Libero                       | Suntory Sunbirds Osaka       |
| 23                          | Larry Evbade-Dan            | 18 août 2000                | 195    | 81    | Central                      | Osaka Bluteon                |
| 26                          | Akito Yamazaki              | 16 octobre 1997             | 190    | 75    | Réceptionneur-attaquant      | Wolfdogs Nagoya              |
| 29                          | Hiromasa Miwa               | 17 décembre 1999            | 192    | 80    | Central                      | Hiroshima Thunders           |
| 32                          | Shunichiro Sato             | 17 mai 2000                 | 204    | 94    | Central                      | Wolfdogs Nagoya              |
|                             |                             |                             |        |       |                              |                              |
| Encadrement technique       | Encadrement technique       |                             |        |       | Légende                      | Légende                      |
| Entraîneur : Laurent Tillie | Entraîneur : Laurent Tillie | Entraîneur : Laurent Tillie |        |       | : Capitaine                  | : Capitaine                  |
| Entraîneur(s) adjoint(s) :  | Entraîneur(s) adjoint(s) :  | Entraîneur(s) adjoint(s) :  |        |       | : Joueur blessé actuellement | : Joueur blessé actuellement |

## Palmarès et parcours

### Palmarès
- Jeux olympiques (1)
  - Vainqueur : 1972
  - Finaliste : 1968
- Championnats du monde
  - Troisième : 1970, 1974
- Coupe du monde
  - Finaliste : 1969, 1977
- World Grand Champions Cup
  - Troisième : 2009
- Championnat d'Asie et d'Océanie (10)
  - Vainqueur : 1975, 1983, 1987, 1991, 1995, 2005, 2009, 2015, 2017, 2023
  - Finaliste : 1989, 1997, 2007, 2021
  - Troisième : 2019
- Jeux asiatiques (8)
  - Vainqueur :  1958, 1962, 1966, 1970,1974, 1982, 1994, 2010
  - Finaliste : 1978, 2014
  - Troisième : 1990, 2002, 2023
- Coupe d'Asie
  - Finaliste : 2022

### Parcours

#### Jeux Olympiques
- 1964 : 3e
- 1968 : Finaliste
- 1972 : Vainqueur
- 1976 : 4e
- 1980 : non qualifié
- 1984 : 8e
- 1988 : 10e
- 1992 : 6e
- 1996 : non qualifié
- 2000 : non qualifié
- 2004 : non qualifié
- 2008 : 11e
- 2012 : non qualifié
- 2016 : non qualifié
- 2020 : 7e
- 2024 : 5e

#### Championnats du monde
- 1986 : 10e
- 1990 : 11e
- 1994 : 9e
- 1998 : 16e
- 2002 : 9e
- 2006 : 8e
- 2010 : 13e
- 2014 : Non qualifié
- 2018 : 17e
- 2022 : 12e

#### Ligue mondiale
- 1990 : 6e
- 1991 : 7e
- 1992 : 10e
- 1993 : 6e
- 1994 : 8e
- 1995 : 8e
- 1996 : 9e
- 1997 : 12e
- 1998 : non participant
- 1999 : non participant
- 2000 : non participant
- 2001 : non participant
- 2002 : 13e
- 2003 : 13e
- 2004 : 10e
- 2005 : 10e
- 2006 : 13e
- 2007 : 13e
- 2008 : 6e
- 2009 : 13e
- 2010 : non participant
- 2011 : 15e
- 2012 : 15e
- 2013 : 18e
- 2014 : 19e
- 2015 : 13e
- 2016 : 24e
- 2017 : 14e

#### Ligue des nations
- 2018 : 12e
- 2019 : 10e
- 2021 : 11e
- 2022 : 6e
- 2023 : 3e
- 2024 : 2e

#### Coupe du monde
- 1965 : 4e
- 1969 : Finaliste
- 1977 : Finaliste
- 1981 : 6e
- 1985 : 6e
- 1989 : 6e
- 1991 : 4e
- 1995 : 5e
- 1999 : 10e
- 2003 : 9e
- 2007 : 9e
- 2011 : 10e
- 2015 : 6e
- 2019 : 4e

#### World Grand Champions Cup
- 1993 : 4e
- 1997 : 5e
- 2001 : 5e
- 2005 : 4e
- 2009 : 3e
- 2013 : 6e
- 2017 : 6e

#### Championnat d'Asie et d'Océanie
- 1975 : Vainqueur
- 1979 : 3e
- 1983 : Vainqueur
- 1987 : Vainqueur
- 1989 : Finaliste
- 1991 : Vainqueur
- 1993 : 3e
- 1995 : Vainqueur
- 1997 : Finaliste
- 1999 : 4e
- 2001 : 3e
- 2003 : 7e
- 2005 : Vainqueur
- 2007 : Finaliste
- 2009 : Vainqueur
- 2011 : 5e
- 2013 : 4e
- 2015 : Vainqueur
- 2017 : Vainqueur
- 2019 : 3e
- 2021 : Finaliste
- 2023 : Vainqueur

#### Coupe  d'Asie
- 2008 : 4e
- 2010 : 8e
- 2012 : 3e
- 2014 : 6e
- 2016 : 3e
- 2018 : 3e
- 2022 : Finaliste

#### Jeux asiatiques
- 1958 : Vainqueur
- 1962 : Vainqueur
- 1966 : Vainqueur
- 1970 : Vainqueur
- 1974 : Vainqueur
- 1978 : Finaliste
- 1982 : Vainqueur
- 1986 : ?
- 1990 : 3e
- 1994 : Vainqueur
- 1998 : 4e
- 2002 : 3e
- 2006 : 5e
- 2010 : Vainqueur
- 2014 : Finaliste
- 2018 : 5e
- 2022 : 3e